# Giáo hội hầm trú
Giáo hội hầm trú (tiếng Trung: 地下教会; bính âm: dìxià jiàohuì, địa hạ giáo hội) là thuật ngữ được sử dụng để chỉ bộ phận người Công giáo ở Trung Quốc quyết định không liên hệ hay gia nhập vào Hội Công giáo Yêu nước Trung Quốc - tổ chức Công giáo duy nhất được nhà nước Trung Quốc phê chuẩn.
Giáo hội hầm trú ra đời vào những năm 1950 ngay khi phe cộng sản nắm quyền toàn Hoa lục để thành lập nên nước Cộng hòa Nhân dân Trung Hoa và cắt đứt các mối quan hệ giữa người Công giáo Trung Quốc và Tòa Thánh. Giáo hội hầm trú đôi khi cũng được gọi là "các tín hữu trung thành với Vatican" vì họ đã cố gắng giữ sự liên hệ hiệp thông với giáo hoàng và Tòa Thánh. Hiện trạng, giáo hội hầm trú không cơ cấu về mặt tổ chức, nhưng họ có xu hướng kề cận và giao tiếp với một số giám mục Trung Quốc được Vatican bổ nhiệm.
Giáo hội hầm trú và Giáo hội "công khai" (còn gọi là giáo hội "nhất hội nhất đoàn", tức giáo hội do Hội Công giáo Yêu nước Trung Quốc và Hội đồng Giám mục Trung Quốc điều hành), thường xảy ra mâu thuẫn căng thẳng vì cơ chế hoạt động và bổ nhiệm chức sắc. Vào năm 1980, giáo hội "công khai" thành lập Hội đồng Giám mục Trung Quốc (中国天主教主教团) với đa số gồm các giám mục do chính phủ Trung Quốc bổ nhiệm. Đến năm 1989, giáo hội hầm trú lại thành lập Hội đồng Giám mục Trung Quốc Đại lục (天主教中国大陆主教团) với các giám mục do Tòa Thánh bổ nhiệm và không phải là thành viên của Hội Công giáo Yêu nước Trung Quốc. Hội đồng Giám mục Trung Quốc Đại lục là một biểu hiện so sánh với Hội đồng Giám mục Đài Loan, hợp thành giáo hội Trung Hoa hiệp thông với giáo hội hoàn vũ.